# Henotesia haroldi
Henotesia haroldi is een vlinder uit de onderfamilie Satyrinae van de familie Nymphalidae. De wetenschappelijke naam van de soort werd als Mycalesis haroldi in 1905 gepubliceerd door Hamilton Herbert Druce.